# Châteauvillain
Cet article concerne la commune de la Haute-Marne. Pour la commune de l'Isère, voir Châteauvilain.

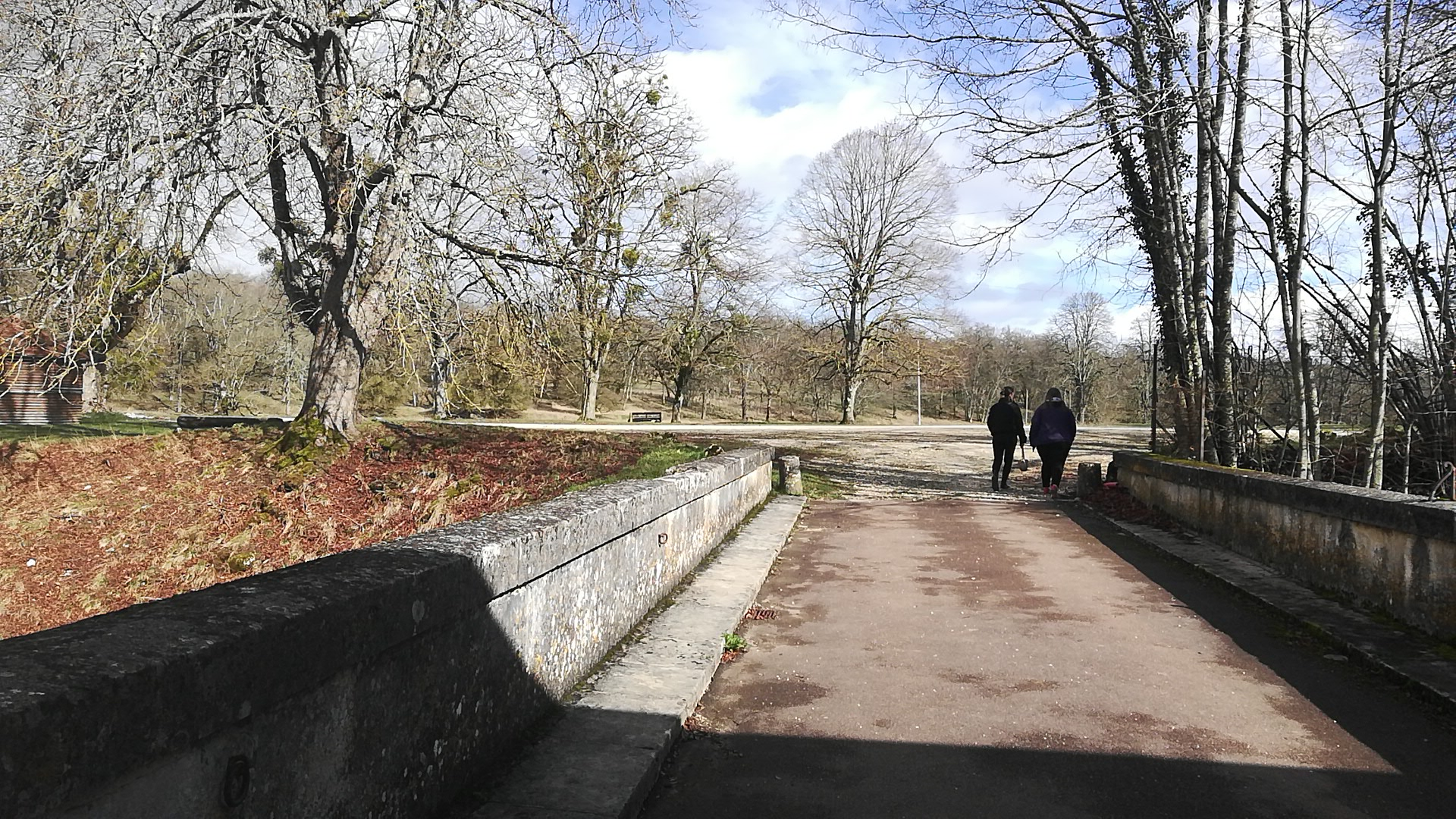
Le parc aux daims

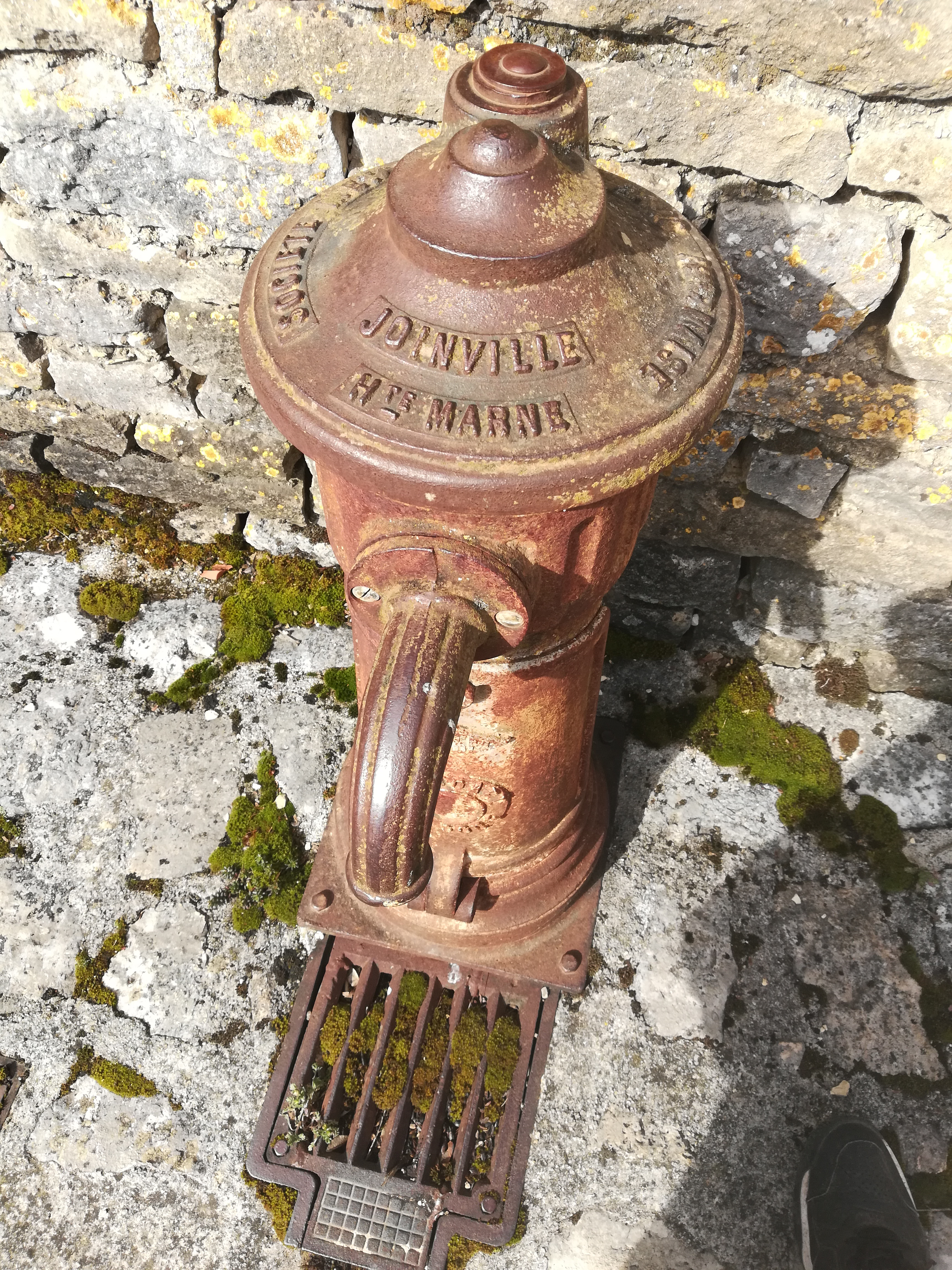
De l'eau...

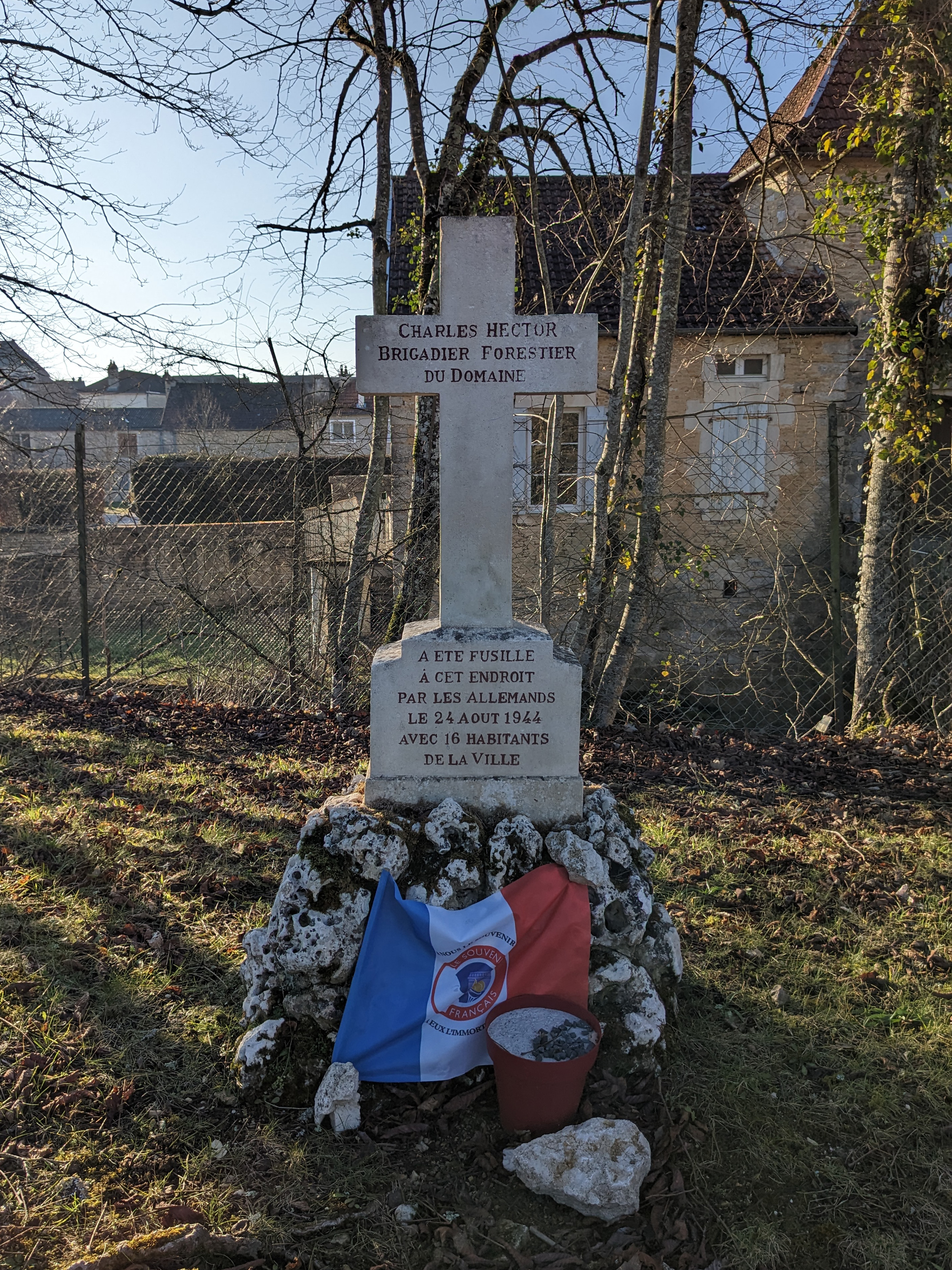
Victimes des nazis

Châteauvillain [ʃatovilɛ̃] est une commune française située dans le département de la Haute-Marne, en région Grand Est.
Ses habitants sont appelés les Castelvillanois.

## Géographie

### Localisation

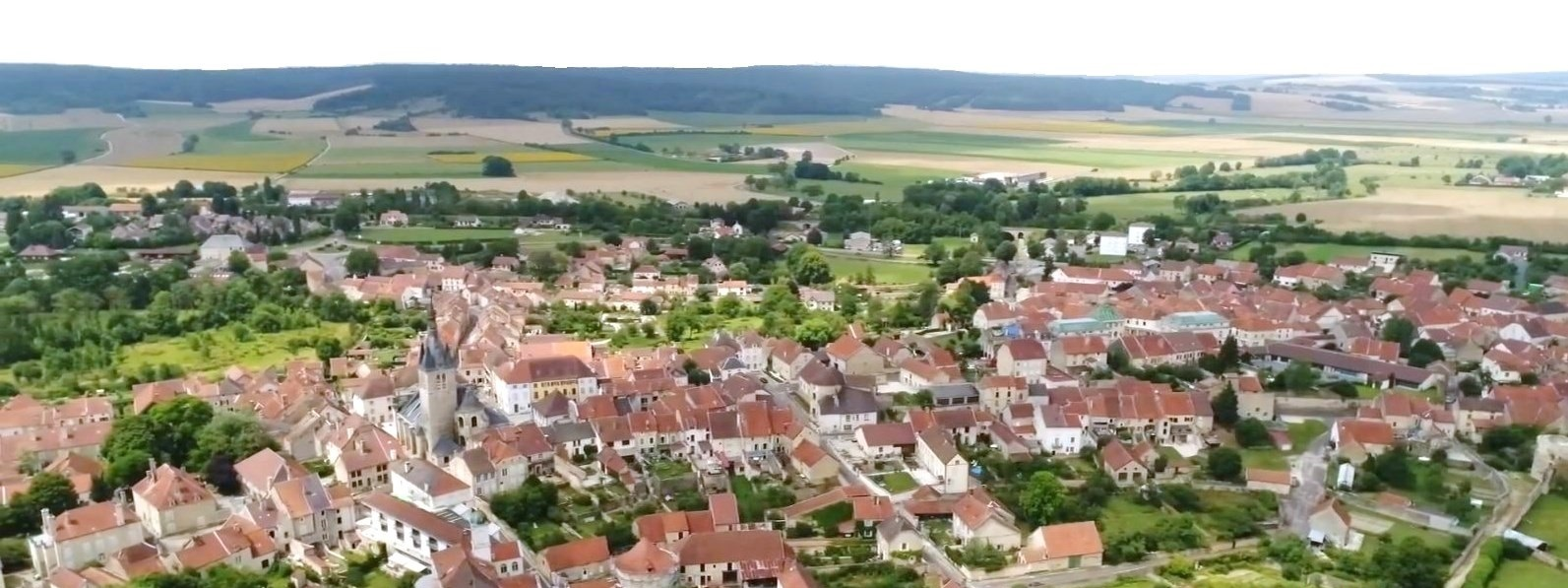
vue générale de Châteauvillain

Au sein du Parc national de forêts, Châteauvillain est située à 20 km à l'ouest de Chaumont, préfecture de la Haute-Marne.
Chef-lieu de canton de la Haute-Marne au centre du triangle formé par les villes de Châtillon-sur-Seine, Bar-sur-Aube et Chaumont, Châteauvillain compte 1 733 habitants avec le hameau de Montribourg et les communes associées de Créancey, Marmesse et Essey-les-Ponts. Sa superficie est de 7 942 ha dont 5 032 ha de forêts.
Le canton confine ainsi aux départements de la Côte d'Or et de l'Aube, il est en Champagne, mais à la limite de la Bourgogne, pour une population de près de 5 000 habitants.

### Hydrographie
La commune est dans la région hydrographique « la Seine de sa source au confluent de l'Oise (exclu) » au sein du bassin Seine-Normandie. Elle est drainée par l'Aujon, le cours d'eau 01 de la Folie, le cours d'eau 01 de la Prairie de Marmesse, le Fossé 01 de la Combe Martin, le Fossé 01 de la Maison Dieu, le Fossé 01 de la Margelle, le Fossé 01 de la Réserve, le Fossé 01 des Fourrières, le Fossé 01 du Val Marnay, le Fossé 02 de la commune de Châteauvillain, le Fossé 02 de Pré Bazire, le Fossé 02 des Fourrières, le Fossé 06 de la commune de Cour-L'Evêque, l'Aujon, l'Aujoncet, le ru du Val Mormand, le ruisseau de Fins, le ruisseau des Abîmes, le ruisseau des Saules et divers autres petits cours d'eau,.
L'Aujon, d'une longueur de 68 km, prend sa source dans la commune de Perrogney-les-Fontaines et se jette  dans l'Aube à Longchamp-sur-Aujon, après avoir traversé 17 communes.

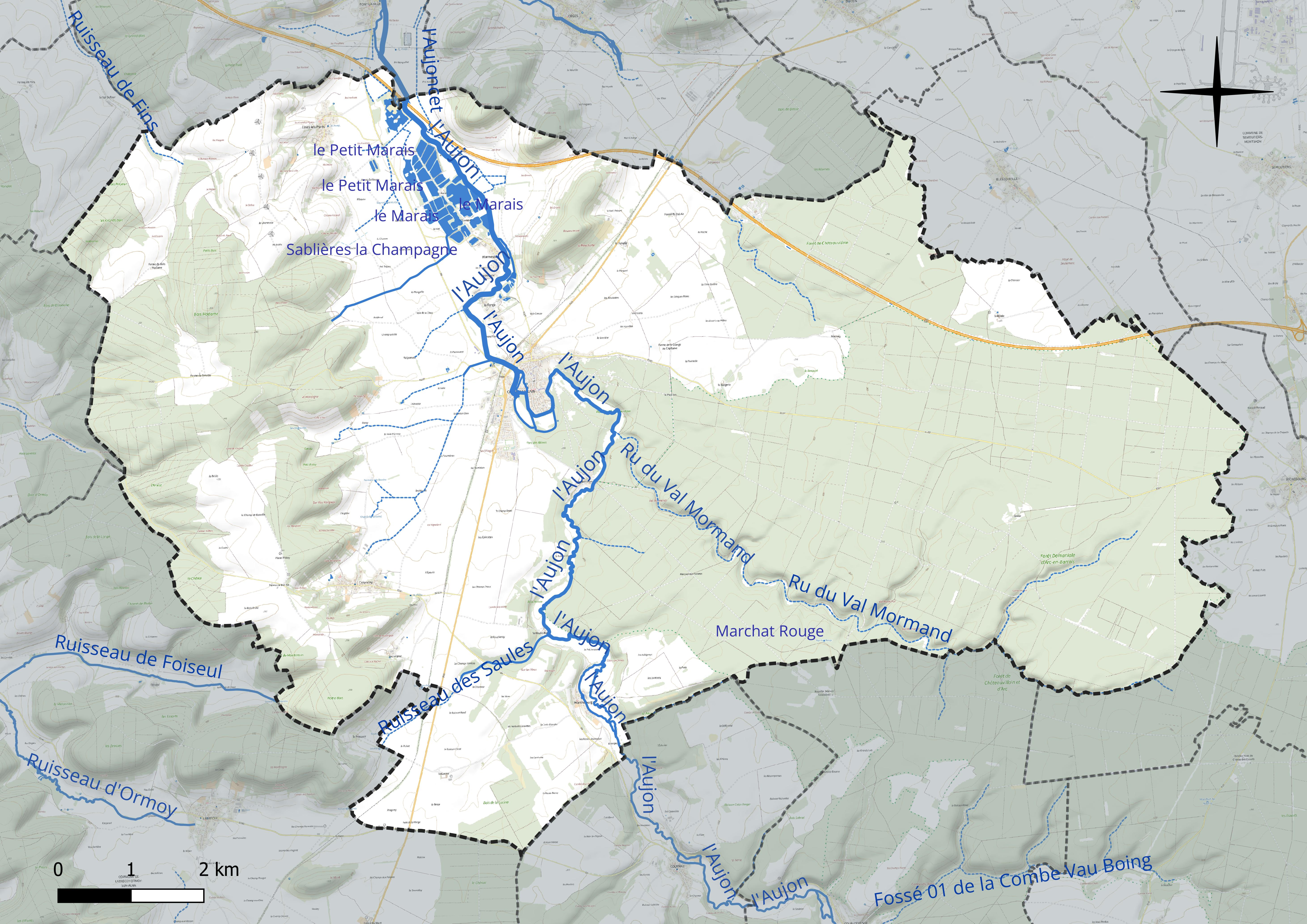
Réseau hydrographique de Châteauvillain.

Cinq plans d'eau complètent le réseau hydrographique : le Petit Marais (2,3 ha), le Marais (9,6 ha), le marais Guillaume (1,5 ha), Marchat Rouge (0 ha) et Sablières la Champagne (2,9 ha),.

### Climat
Pour des articles plus généraux, voir Climat du Grand Est et Climat de la Haute-Marne.
En 2010, le climat de la commune est de type climat des marges montargnardes, selon une étude du Centre national de la recherche scientifique s'appuyant sur une série de données couvrant la période 1971-2000. En 2020, Météo-France publie une typologie des climats de la France métropolitaine dans laquelle la commune est exposée à un climat océanique altéré et est dans la région climatique Lorraine, plateau de Langres, Morvan, caractérisée par un hiver rude (1,5 °C), des vents modérés et des brouillards fréquents en automne et hiver.
Pour la période 1971-2000, la température annuelle moyenne est de 10,3 °C, avec une amplitude thermique annuelle de 16,2 °C. Le cumul annuel moyen de précipitations est de 914 mm, avec 13 jours de précipitations en janvier et 8,9 jours en juillet. Pour la période 1991-2020, la température moyenne annuelle observée sur la station météorologique de Météo-France la plus proche, « Cunfin_sapc », sur la commune de Cunfin à 18 km à vol d'oiseau, est de 11,0 °C et le cumul annuel moyen de précipitations est de 900,4 mm. 
La température maximale relevée sur cette station est de 41 °C, atteinte le 31 juillet 1983 ; la température minimale est de −21 °C, atteinte le 17 janvier 1985,,.
Les paramètres climatiques de la commune ont été estimés pour le milieu du siècle (2041-2070) selon différents scénarios d'émission de gaz à effet de serre à partir des nouvelles projections climatiques de référence DRIAS-2020. Ils sont consultables sur un site dédié publié par Météo-France en novembre 2022.

## Urbanisme

### Typologie
Au 1er janvier 2024, Châteauvillain est catégorisée commune rurale à habitat dispersé, selon la nouvelle grille communale de densité à sept niveaux définie par l'Insee en 2022.
Elle est située hors unité urbaine. Par ailleurs la commune fait partie de l'aire d'attraction de Chaumont, dont elle est une commune de la couronne,. Cette aire, qui regroupe 112 communes, est catégorisée dans les aires de 50 000 à moins de 200 000 habitants,.

### Occupation des sols
L'occupation des sols de la commune, telle qu'elle ressort de la base de données européenne d’occupation biophysique des sols Corine Land Cover (CLC), est marquée par l'importance des forêts et milieux semi-naturels (57,3 % en 2018), une proportion identique à celle de 1990 (57,3 %). La répartition détaillée en 2018 est la suivante : 
forêts (55,8 %), terres arables (35,8 %), prairies (3,7 %), milieux à végétation arbustive et/ou herbacée (1,5 %), zones agricoles hétérogènes (1,1 %), zones urbanisées (0,9 %), eaux continentales (0,7 %), zones industrielles ou commerciales et réseaux de communication (0,5 %). L'évolution de l’occupation des sols de la commune et de ses infrastructures peut être observée sur les différentes représentations cartographiques du territoire : la carte de Cassini (XVIIIe siècle), la carte d'état-major (1820-1866) et les cartes ou photos aériennes de l'IGN pour la période actuelle (1950 à aujourd'hui).

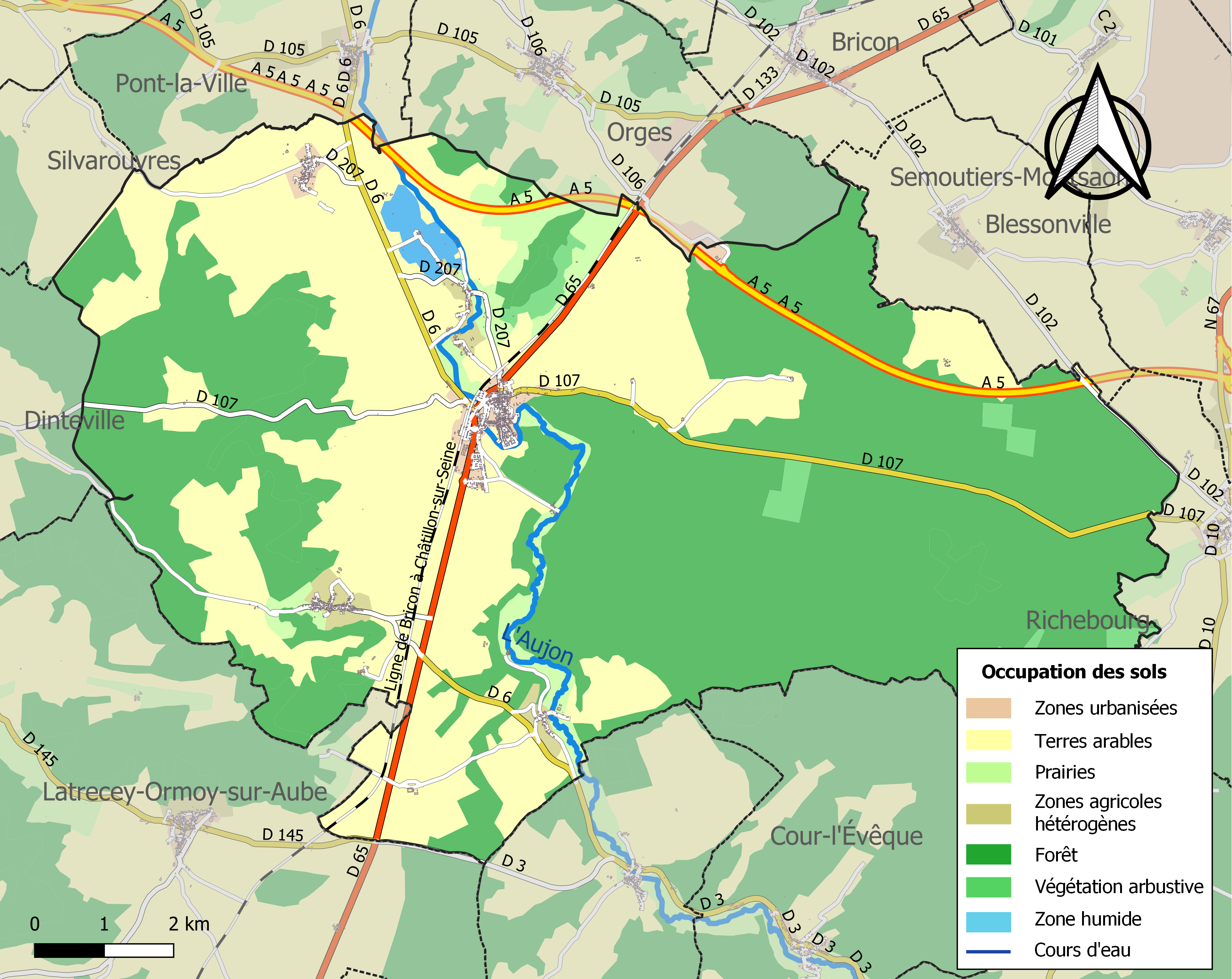
Carte des infrastructures et de l'occupation des sols de la commune en 2018 (CLC).

## Toponymie
Anciennes mentions : Castrum Villani (vers 1172), Castrum Villanum (1213), Chastiavilain (1251), Chastiavillain (1254), Chatelvillaim (1257), Chatelvilain (1258), Chatiauvilain (1259), Chatiauvilein (1265), Chastelvilain (1269), Chastel Vilein (1276-1278), Chateauvillain (1371), Chastelvillain (1434), Château Vilain (XVIIIe siècle), Château-Villain (1769).
« Château » pour Castrum et « ferme, ou domaine » pour Villanum en gallo-romain. Selon Ernest Nègre, il s'agirait du terme d'oïl château suivi du nom de personne Villain.

## Histoire

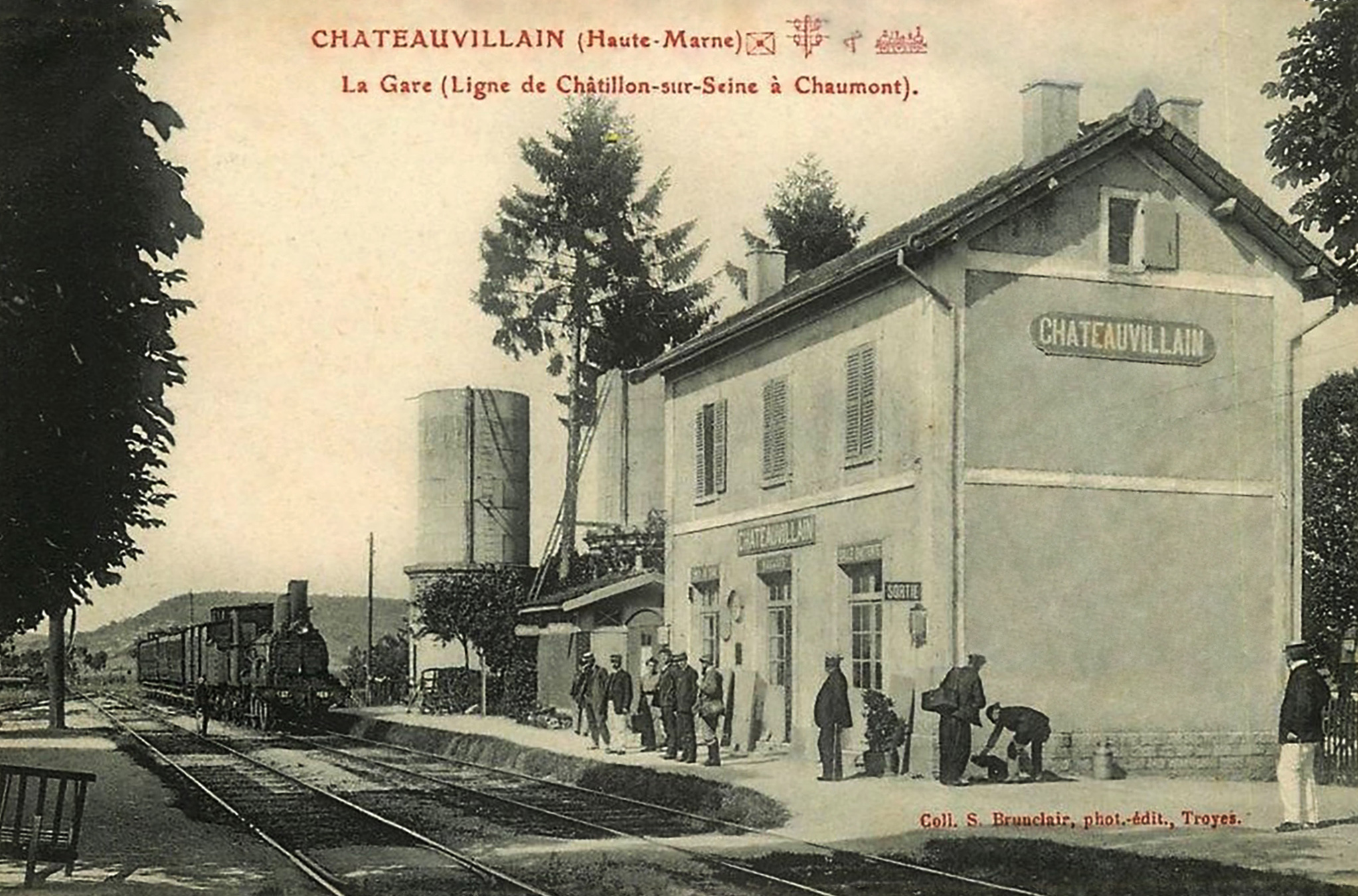
Carte postale de la gare vers 1910.

Ancien village fortifié à proximité de Chaumont, Châteauvillain s’est installé autour d'un castrum antique, le Castrum Villanum, poste fortifié au XIe siècle. L'histoire de cette ville est également liée à la Maison de Châtillon. Il est fait mention de la construction d'un château par Hugues III de Broyes, seigneur de Broyes et de Châteauvillain, en 1160, auquel succedera son fils cadet Simon le Jeune. Un donjon et une enceinte enfermant le château furent donc édifiés en 1160, autour du quartier des Crées. Encore aujourd’hui, les ruelles étroites des Crées rappellent l’ambiance de l’ancien centre commerçant.
En 1286, Jehan l'Aveugle, compagnon d'armes de Saint Louis dans la croisade, accordait une charte à la ville dont il était le seigneur.
En 1620, le comté de Châteauvillain est acheté par Nicolas de L'Hospital, marquis de Vitry et d'Arc. En 1699, le comté de Châteauvillain est acheté, en même temps que le marquisat d'Arc par Louis de Bourbon, comte de Toulouse ; il comportait les seigneuries de Latrecey, de Montribourg, de Valbrunat, de Cour-l'Évêque, de Giey-sur-Aujon, de la Maison-Renaud, de Bois-Saint-Georges, de Marme, de Blessonville, de Coupesey, et de Laferté-sur-Aube. L'ensemble formé du comté de Châteauvillain (auquel est annexée la seigneurie d'Épillan) et du marquisat d'Arc (auquel sont annexés les baronnies de Créancey et de Courcelles (? - ou plutôt Courcelles), ainsi que les seigneuries de Ternat et d'Eriseul) est érigé en duché-pairie en 1703. Le duché passe ensuite à son fils, le duc de Penthièvre, puis en 1769 à Louise de Bourbon (1753-1821) qui épouse Philippe, duc d'Orléans, et après la Révolution à leur fils le futur roi Louis-Philippe.
La principale curiosité de Châteauvillain se trouve dans le parc aux Daims, de plus de 270 hectares : créé en 1655 par le seigneur François-Marie qui fit élever un mur de six kilomètres en pierre pour pouvoir s’adonner à sa passion de la chasse.
Au cours de la Révolution française, la commune porta provisoirement les noms de Commune-sur-Aujon et de Ville-sur-Aujon. Alors qu’ils sont prévus dans chaque commune par la loi du 21 mars 1793, le comité de surveillance de Ville-sur-Aujon ne se crée que le 17 octobre, après la loi du 17 septembre qui précise leur organisation. Ses pouvoirs sont renforcés par la loi du 14 frimaire an II, qui lui attribue la surveillance de l’application des lois en concurrence avec les municipalités. Il se borne toutefois comme la plupart des comités communaux à surveiller les étrangers et désarmer les suspects.
Dans la nuit du 8 au 9 décembre, durant la guerre franco-prussienne de 1870, quatre compagnies du 56e régiment provisoire et une section d'artilleurs, de la garnison de Langres, entreprennent un coup de main contre la garnison de Châteauvillain (lire Siège de Langres).
Située sur la ligne de Bricon à Châtillon-sur-Seine, la gare de Châteauvillain a reçu des voyageurs de 1866 à 1939. La ligne est maintenue uniquement depuis la gare de Veuxhaulles vers Bricon pour le fret. Un projet de train touristique conduit par l'association Rail 52 devrait se concrétiser de Veuxhaulles à Châteauvillain en 2023.

## Politique et administration
En 1972, Châteauvillain absorbe Créancey, Essey-les-Ponts et Marmesse.

### Liste des maires
| Période   | Période   | Identité             | Étiquette | Qualité                                                            |
| --------- | --------- | -------------------- | --------- | ------------------------------------------------------------------ |
|           |           |                      |           |                                                                    |
| mars 2001 | mars 2008 | André Thiebaut       |           |                                                                    |
| mars 2008 | En cours  | Marie-Claude Lavocat | DVD       | Conseillère départementale Présidente de la Communauté de Communes |

## Population et société

### Démographie

#### Évolution démographique
L'évolution du nombre d'habitants est connue à travers les recensements de la population effectués dans la commune depuis 1793. Pour les communes de moins de 10 000 habitants, une enquête de recensement portant sur toute la population est réalisée tous les cinq ans, les populations de référence des années intermédiaires étant quant à elles estimées par interpolation ou extrapolation. Pour la commune, le premier recensement exhaustif entrant dans le cadre du nouveau dispositif a été réalisé en 2007.

En 2022, la commune comptait 1 512 habitants, en évolution de −5,26 % par rapport à 2016 (Haute-Marne : −4,62 %, France hors Mayotte : +2,11 %).
| 1793  | 1800  | 1806  | 1821  | 1831  | 1836  | 1841  | 1846  | 1851  |
| ----- | ----- | ----- | ----- | ----- | ----- | ----- | ----- | ----- |
| 1 725 | 1 841 | 1 797 | 1 744 | 1 971 | 2 100 | 2 068 | 2 110 | 2 077 |

| 1856  | 1861  | 1866  | 1872  | 1876  | 1881  | 1886  | 1891  | 1896  |
| ----- | ----- | ----- | ----- | ----- | ----- | ----- | ----- | ----- |
| 1 829 | 1 784 | 1 774 | 1 552 | 1 521 | 1 511 | 1 446 | 1 384 | 1 279 |

| 1901  | 1906  | 1911  | 1921  | 1926  | 1931  | 1936  | 1946  | 1954  |
| ----- | ----- | ----- | ----- | ----- | ----- | ----- | ----- | ----- |
| 1 257 | 1 232 | 1 161 | 1 061 | 1 062 | 1 008 | 1 054 | 1 168 | 1 328 |

| 1962  | 1968  | 1975  | 1982  | 1990  | 1999  | 2006  | 2007  | 2012  |
| ----- | ----- | ----- | ----- | ----- | ----- | ----- | ----- | ----- |
| 1 162 | 1 242 | 1 596 | 1 707 | 1 760 | 1 710 | 1 654 | 1 646 | 1 641 |

| 2017  | 2022  | - | - | - | - | - | - | - |
| ----- | ----- | - | - | - | - | - | - | - |
| 1 584 | 1 512 | - | - | - | - | - | - | - |

### Événements
- Salon des Plaisirs de la Chasse et de la Nature. Cette manifestation attire environ 30 000 visiteurs. Elle présente des activités liées à la chasse, à la pêche et aux loisirs de la nature : les vastes forêts domaniales d'Arc-en-Barrois et de Châteauvillain sont réputées pour la chasse au gros gibier. Cette manifestation, qui avait lieu chaque année le dernier week-end d'août, n'a plus lieu depuis 2022 .
- Jeu de piste humoristique et gratuit chaque été du 1er juillet au 31 août. Le jeu est différent chaque année, il est conçu pour tous de 7 à 77 ans ! Chaque année, plus de 4 000 personnes participent[26].

## Économie
La commune héberge sur le territoire d'Essey-les-Ponts un parc éolien développé par la société InnoVent qui compte notamment 3 éoliennes à structure partiellement en bois.

## Culture locale et patrimoine

### Lieux et monuments

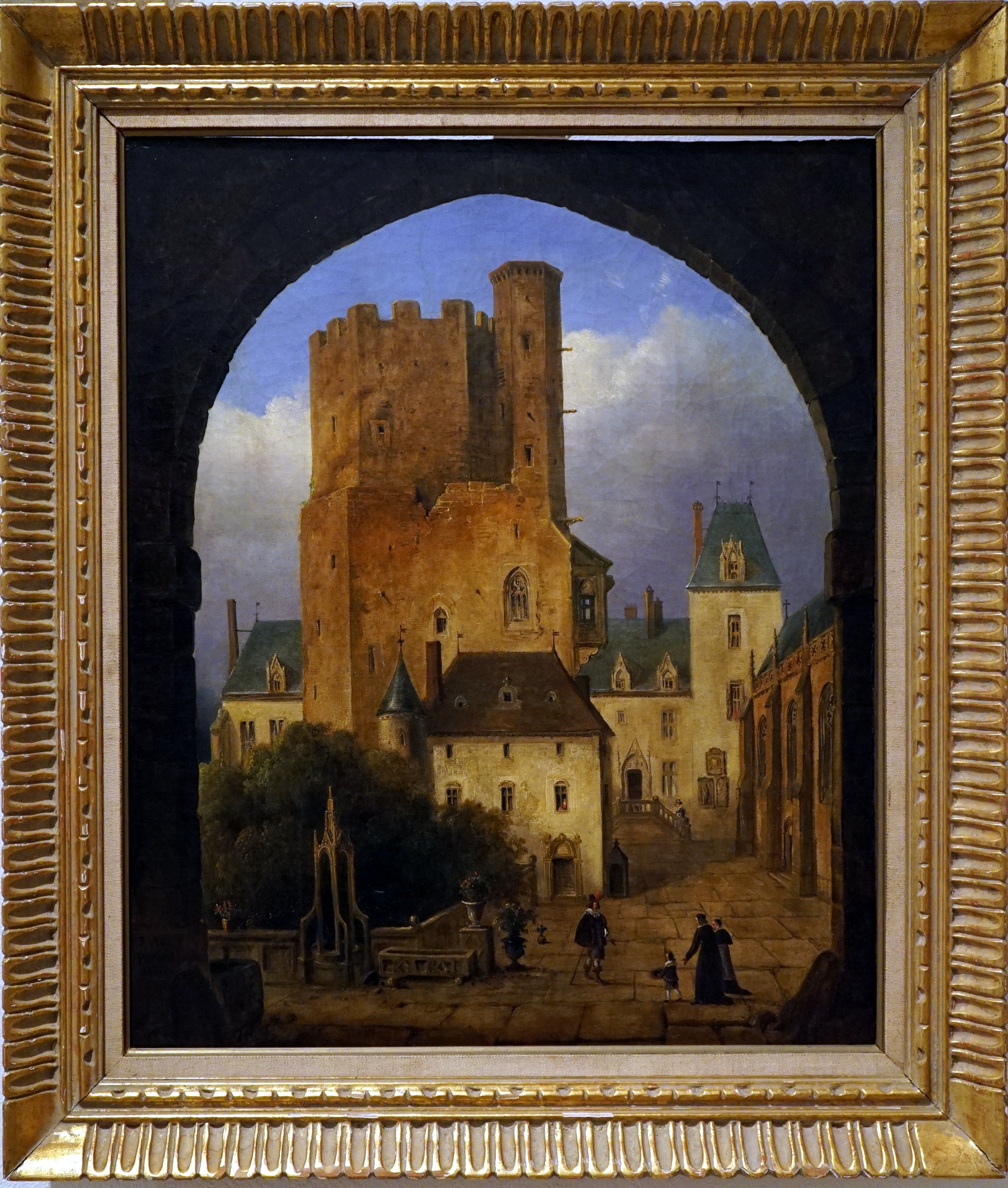
Le château par François Alexandre Pernot.

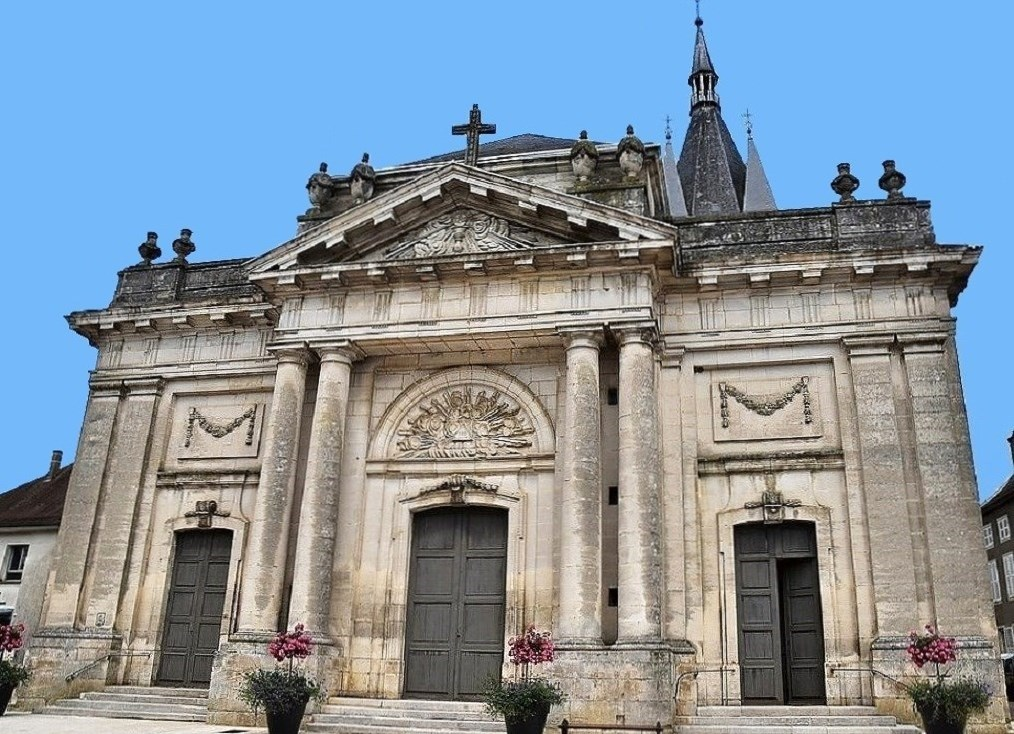
L'église Notre-Dame-de- l'Assomption.

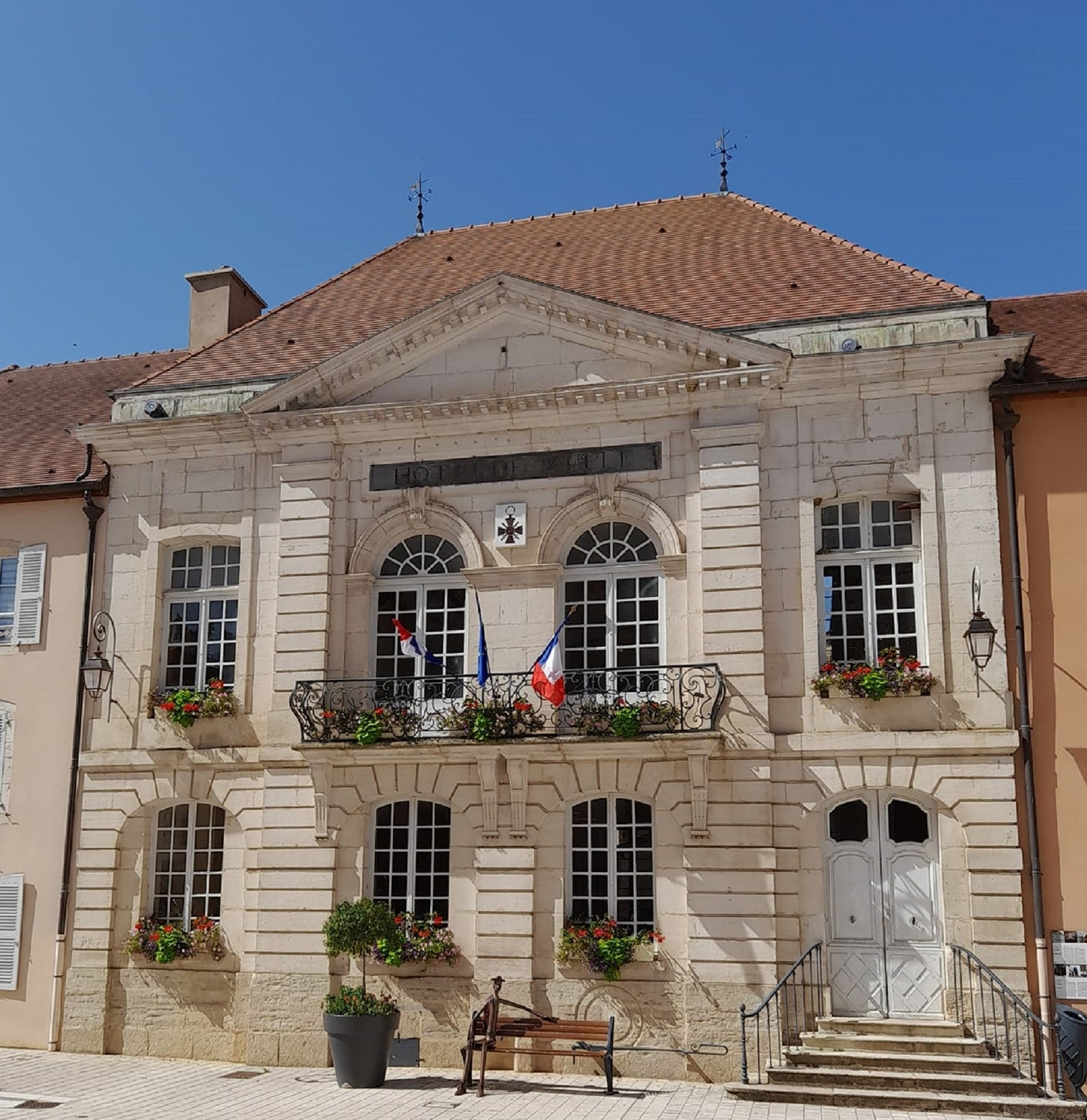
l'hôtel de Ville

Chateauvillain a reçu le label « Petite cité de caractère » le 6 décembre 2012.
- Fortifiée aux XIIe et XIVe siècles, Châteauvillain possède encore une vingtaine de tours (il en existait une soixantaine). La ville s'est construite au XIIe siècle autour d'un imposant donjon de 45 mètres de haut doté de murs de 5 mètres d'épaisseur. Un premier château médiéval fortifié date de cette époque. Un second château a été construit dans la cour du château médiéval en 1627 par Nicolas de L'Hospital duc de Vitry (capitaine des gardes de Louis XIII). Ce château a été partiellement détruit au XIXe siècle pour tracer la rue principale actuelle de la ville en 1835. Le donjon a également disparu à cette époque. La ville conserve toutefois des vestiges du château qui font l'objet d'une protection aux Monuments historiques. Le colombier de la ferme seigneuriale est également visible avec reste également aussi visible comptant pas moins de 3 000 boulins.
- La porte Madame était une des trois portes de la ville au XIIe et au XIVe. Elle est la seule restée en l'état. Elle permet aujourd’hui l'accès au parc aux Daims.
- Église Notre-Dame-de-l'Assomption : elle a été reconstruite de 1770 à 1784 à l'initiative du duc de Penthièvre, seigneur de Châteauvillain. Sa façade est classée et attribuée à Soufflot. Elle fut rebâtie en 1874 par l'entrepreneur Beauvallet, de Lanty sur des plans de l'architecte départemental Arsène Descaves[28].
- La chapelle de la Trinité
- L'hôtel de ville de Châteauvillain date de l'Ancien Régime, sa façade est l'œuvre de François-Nicolas Lancret de 1780 à 1784 à qui l'on doit l'hôtel de ville de Chaumont. La façade de l'hôtel de ville de Chateauvillain est classée.
- Le petit musée de la ville est installé dans la tour de l’Auditoire. Il permet de découvrir, entre autres, la salle des maquettes des châteaux de la ville.
- Halles du XIXe siècle.
- Deux lavoirs du XVIIIe siècle dont l'un à parquets flottants unique en France.
- La maison de la Prévôté, rue du Duc-de-Vitry, a été achevée en 1645. Située au pied de l'ancien château, elle conserve son authenticité. La façade avec ses gargouilles monumentales et sa porte d'entrée à arc brisé sont particulièrement remarquables. L'ensemble, y compris le jardin et les murs d'enceinte, est inscrit à l'inventaire supplémentaire des monuments historiques (ISMH) depuis 2003.
- Le parc aux Daims : ouvert toute l'année gratuitement au public, ce parc de 272 ha est aussi le lieu où l'on peut croiser une centaine de daims qui vivent en harmonie avec la nature.
- Châteauvillain compte aussi 5 km de ruelles et de chemins de ronde.
- La ville se trouve sur le tracé de la via Francigena

### Personnalités liées à la commune
- Denis Decrès (1761-1820), amiral, ministre de la Marine sous Napoléon Ier de 1801 à 1815.
- Charles Auguste Frossard (1807-1875), général qui s'est distingué lors de la guerre de 1870. Décédé dans la commune
- Jan Andrzej Morsztyn (1621-1693), diplomate et poète polonais, décédé à Châteauvillain[réf. nécessaire].

### Héraldique
|  | Châteauvillain possède des armoiries dont l'origine et le blasonnement exact ne sont pas disponibles. |

### Diverses vues de Châteauvillain
| - Tour Saint-Marc - L'Aujon - Parc Aux Daims - Centre Ville - L'Aujon |

| - Tour des Linottes - L'Aujon - Porte-Madame - L'Aujon - Lavoir à parquets flottants |